# Vilivalla (Hiiumaa)
Vilivalla (Duits: Williwalla) is een plaats in de Estlandse gemeente Hiiumaa, provincie Hiiumaa. De plaats heeft de status van dorp (Estisch: küla).
Tot in oktober 2017 behoorde Vilivalla tot de gemeente Pühalepa. In die maand werd de fusiegemeente Hiiumaa gevormd, waarin Pühalepa opging.

## Bevolking
Het dorp had 12 inwoners op 31 december 2011 en 19 inwoners op 31 december 2021.

## Geschiedenis
Vilivalla werd in 1564 genoemd als boerderij onder de naam Hans Villewall. In 1576 heette de plaats Willewalle, in 1599 Willawalla. In 1783 was Vilivalla een zelfstandig landgoed, in 1798 viel het als ‘Beigut’ onder Großenhof (Suuremõisa). Een Beigut (Estisch: poolmõis) was een landgoed dat een min of meer zelfstandige eenheid vormde binnen een groter landgoed. In 1826 werd Vilivalla samen met het buurdorp Loja genoemd als één veehouderij: Williwalla und Loja. Ze werden samen ook wel Hienhoff genoemd. In 1855 waren het weer aparte stukken land. In 1919, bij de onteigening door het onafhankelijk geworden Estland, was Vilivalla in handen van een Russische plattelandsbank.
In de jaren twintig van de 20e eeuw was Vilivalla een nederzetting op het voormalige landgoed. In 1977 kreeg ze de status van dorp. De buurdorpen Tammela en Undama maakten tussen 1977 en 1997 deel uit van Vilivalla.

## Foto's

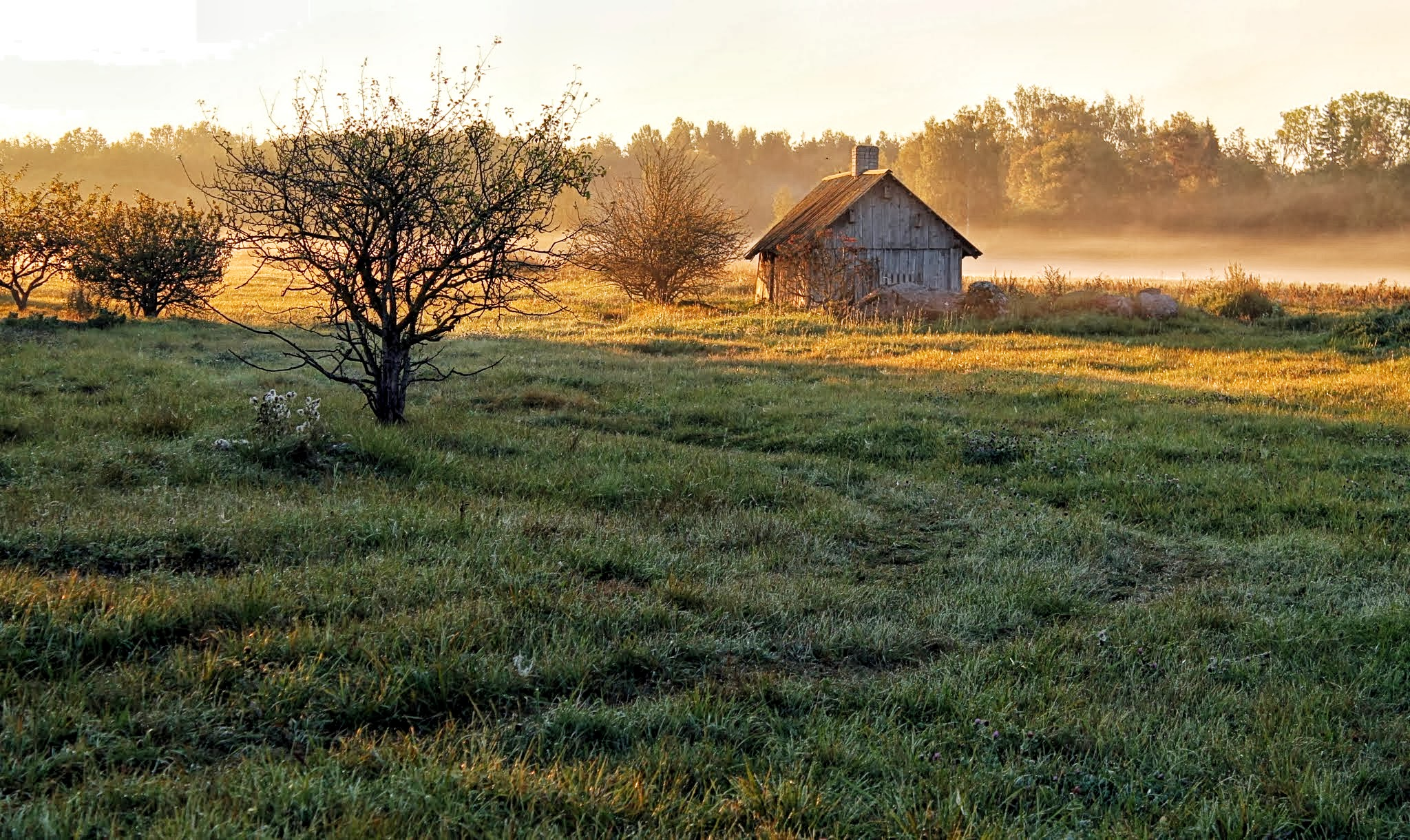
Het landschap bij Vilivalla
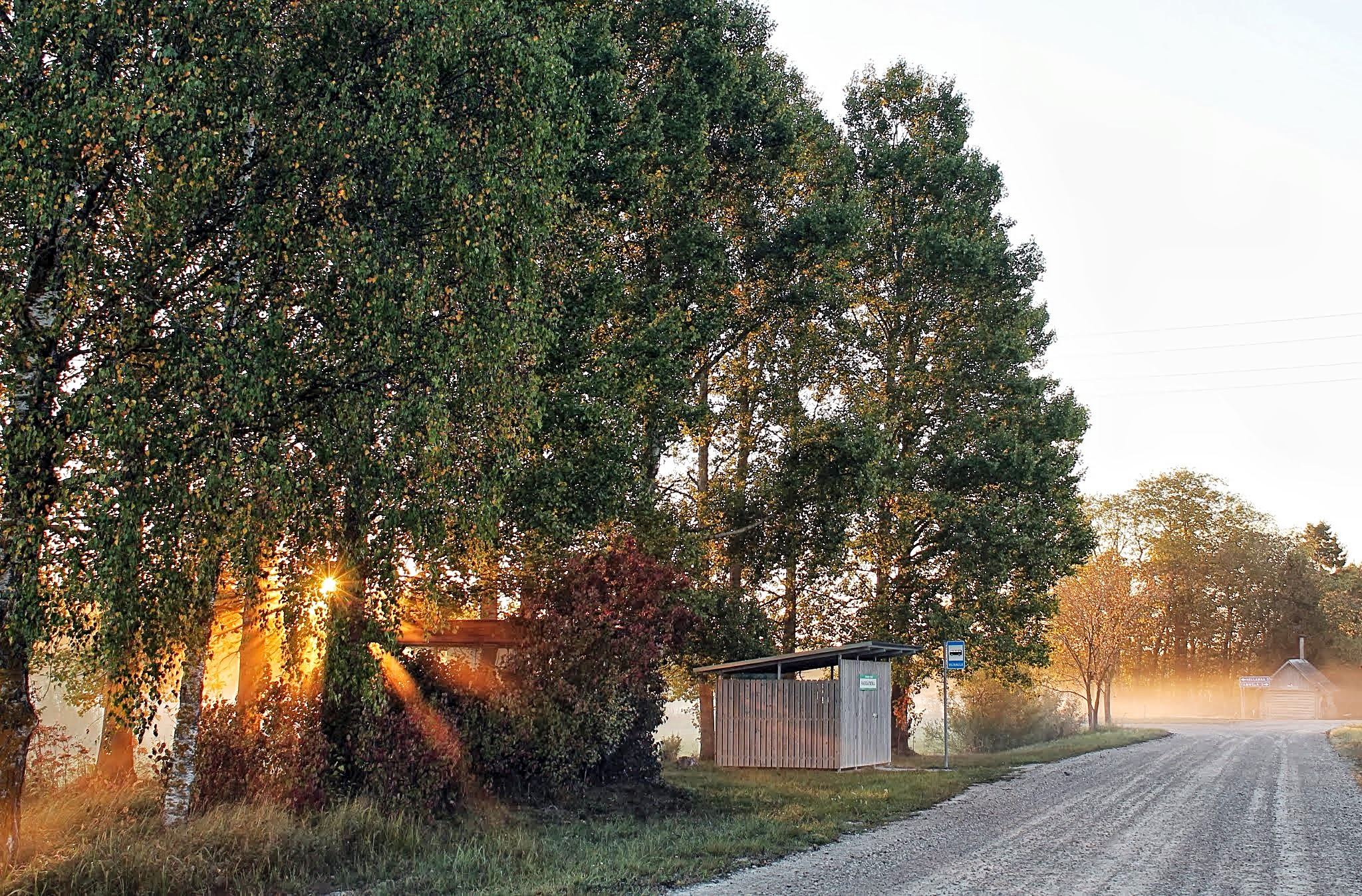
Bushalte